# 伊塔帕里卡島

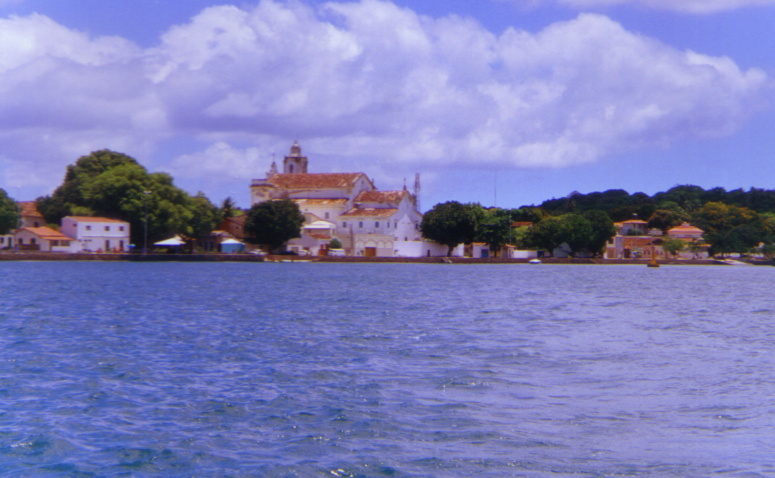

伊塔帕里卡島是巴西的島嶼，位於大西洋海域，距離薩爾瓦多約10公里，由巴伊亞州負責管轄，面積116平方公里，最高點海拔高度15米，2004年人口20,941。岛上曾有一家地中海俱乐部，于2019年关闭。
12°59′50″S 38°40′04″W / 12.99722°S 38.66778°W